# Rue de Griffoulet
La rue de Griffoulet (en occitan : carrièra de Griffolet) est une voie de Toulouse, chef-lieu de la région Occitanie, dans le Midi de la France.

## Situation et accès

### Description
La rue de Griffoulet est une voie publique. Elle se trouve dans le quartier de Guilheméry.
La rue de Griffoulet naît perpendiculairement à la rue Labat-de-Savignac. Orientée au nord-est et rectiligne, elle est longue de 172 mètres, suivant la pente du coteau de la colline du Calvinet et s'élevant progressivement de 185 à 194 mètres d'altitude, suivant une pente de 5 %. Elle rencontre la rue Fabien-Artigue, puis se termine au carrefour de la rue d'Assalit. Elle est prolongée au nord-est par la rue Antoine-Courthieu, qui aboutit à la rue Monié.
La chaussée compte une seule voie de circulation à double-sens. Elle appartient à une zone 30 et la vitesse y est limitée à 30 km/h. Il n'existe ni bande, ni piste cyclable.

### Voies rencontrées
Le rue de Griffoulet rencontre les voies suivantes, du sud au nord (« g » indique que la rue se situe à gauche, « d » à droite) :
1. Rue Labat-de-Savignac
2. Rue Fabien-Artigue (d)
3. Rue d'Assalit

## Odonymie
L'origine du nom de la rue de Griffoulet est à chercher dans les nombreuses sources qui, descendant du coteau de Guilheméry, alimentaient un petit « griffoul » (grifol, « fontaine publique » en occitan, d'où le diminutif grifolet) dont l'aqueduc souterrain menait ensuite les eaux jusqu'à la fontaine de la place Saint-Étienne. Au XVIIIe siècle, il existe un petit chemin rural reliant le chemin de Balma (actuelle avenue Camille-Pujol) au chemin de la Colombette (actuelle avenue de la Gloire) en serpentant sur le coteau (parties des actuelles rues Jean-Micoud et du Professeur-Martin, côté nord de la place Marius-Pinel, partie de la rue Galilée et rue Labat-de-Savignac) : il prend le nom de Griffoulet.
Au XIXe siècle, ce nom finit par s'étendre à toute une partie du coteau. L'urbanisation progressive du quartier s'accompagne d'un réaménagement du vieux chemin du Griffoulet et au percement de nouvelles rues : c'est naturellement que, en 1870, la nouvelle rue qui va du chemin du Griffoulet au chemin d'Assalit (actuelle rue d'Assalit) en prend aussi le nom. C'est aussi celui d'une rue voisine, tracée en 1926, la rue Traversière-de-Griffoulet (actuelle rue Injalbert). Dans les années 1930, la transformation et l'accélération de l'urbanisation du Griffoulet autour de la nouvelle place Marius-Pinel incite la municipalité à attribuer de nouveaux noms aux voies du quartier : seule la rue de Griffoulet en a conservé le souvenir.

## Histoire
Elle est créée vers 1870. De nombreuses habitations de cette rue possèdent des puits utilisés principalement pour l'arrosage des jardins.
La rue fait partie des quartiers résidentiels de Toulouse.

## Patrimoine et lieux d'intérêt
- no  8 : maison toulousaine (deuxième moitié du XIXe siècle)[4].
- no 18 : maison toulousaine (deuxième moitié du XIXe siècle)[5].
- no 26 : maison toulousaine (deuxième moitié du XIXe siècle)[6].
- no 32 : maison toulousaine (deuxième moitié du XIXe siècle)[7].